# エモクルスコップ
エモクルスコップ（旧称、その後エモップに改称）は、2017年に結成された日本の4人組女性アイドルグループ。所属事務所はフレオエンターテイメント。

## 概要
エモクルスコップは、2017年3月18日に「エモくるしい」をキャッチコピーにデビュー。
なお「エモくるしい」及びグループ名について、初期メンバーだった雨宮は「感情的な部分を苦しいながらも掘り下げて頑張っていく」ことと説明している。
12月16日に10曲入りのアルバム『Pit Put Circle』を発表。
メンバーの卒業・活動終了により、3名、2名での活動を経て、2018年2月11日に活動休止した。
3月18日、新たに2名が加入して4名となり、メンバーカラーを変更、グループ名もエモップと改称して活動再開した。
メンバーの活動終了や移籍に伴い、7月29日に現体制ラスト単独公演をおこない、2018年7月31日をもって活動休止した。

## メンバー

### メンバー
※2018年7月31日活動休止時点
| 名前        | よみ            | 誕生日  | イメージカラー  | 備考 |
| ----------- | --------------- | ------- | --------------- | --- |
| 白浜 さや   | しらはま さや   | 9月27日 | オレンジ → 黄色 | 一時活動休止を経て新グループいちぜん!で2019年4月21日より2020年9月22日まで活動。POMÜMで2021年8月31日より2023年4月22日まで活動。UNDERBAR（その後「あんだーばー」に改称）で2023年4月29日より12月16日まで活動。 |
| 小川 歩乃花 | おがわ ほのか   | 3月25日 | 紫 → 水色       | 2018年7月29日活動終了 |
| 丸谷 あさひ | まるたに あさひ | 7月21日 | 紫              | 2018年3月18日加入、一時活動休止を経て新グループAiDOLOXXXYで2019年11月27日より2020年7月12日まで活動 |
| 葵井 るき   | あおい るき     | 10月7日 | ピンク          | 2018年3月18日加入。元まどもあ54世（古瀬瑠希）、新グループLOVEReS（2020年7月11日より「ラブアグレッション」）に移籍して2018年8月18日より活動。                                                                |

### 旧メンバー
| 名前        | よみ            | 卒業・活動終了日 | 備考 |
| ----------- | --------------- | ---------------- | --- |
| 水島 さくら | みずしま さくら | 2017年8月6日     | 2022年3月5日（プレデビュー）より5月31日まで新グループ「AnCurly」で活動。2022年6月18日より2023年5月28日まで「宇佐美さくら」として「POMÜM」で活動。2023年8月2日より「水島さくら」として「BABY TO KISS」で活動 |
| 雨宮 未來   | あまみや みく   | 2018年1月15日    | 元あヴぁんだんど（「小日向夏季」）。2018年3月9日よりNaNoMoRaLとして活動 |

## 略歴
2017年
- 3月18日 お披露目ライブ。夢にしがみつき、等身大を描く「エモくるしい」をキャッチコピーに、新宿RUIDO K4にてデビュー。オリジナル4曲を披露[3][4][1]

- 4月29日 小川歩乃花生誕祭（新宿RUIDO K4）。新曲「ファンタジ」を披露
- 5月4日 「ギュウ農フェス 春のSP 新木場コースト」（新木場STUDIO COAST）出演
- 5月6日 武道館アイドル博2017（東京・日本武道館）に出演[5][6][7]
- 6月3日 初の主催ライブ「地球のすみっこパーティー Vol.01」（新宿RUIDO K4）
- 7月23日 主催ライブ「地球のすみっこパーティーvol.02」（新宿Holiday）。新曲「お願いエネミー」を披露
- 8月6日 水島さくら卒業ライブ（恵比寿CreAto）
- 8月11日 雨宮未來生誕『あまみ屋』（新宿MARZ）
- 9月10日 1stワンマンライブ「トモダチ百にん」（新宿Marble）[8] 。新曲「だっても」を披露
- 10月7日 白浜さや生誕祭（新宿RUIDO K4）
- 11月16日 主催ライブ「地球のすみっこパーティー Vol.03」（新宿RUIDO K4）
- 12月16日 2nd（ツーンド）ワンマンライブ「トモダチ三百にん」（渋谷THE GAME）[9]。新曲「ハッピーエンド」「この星でいちばん」を披露。10曲入りフルアルバム『Pit Put Circle』発売
- 12月19日 HMVrecordshop新宿ALTA店にて、アルバム『Pit Put Circle』リリースイベント。用意された100枚が完売
- 12月28日 公式Twitterにて2018年1月15日をもってメンバー雨宮未來のグループとしての活動終了を発表[10]

2018年
- 1月15日 主催ライブ「地球のすみっこパーティー Vol.04」（新宿RUIDO K4）。雨宮未來が活動終了
- 1月16日 白浜さや、小川歩乃花の２人体制での初ライブ（渋谷Underdeer lounge）
- 2月4日 TwinBoxGARAGEでのライブ（及びライブ後の公式twitter[11]）にて、2月11日のライブイベントをもって活動休止、3月に再スタートすることを発表
- 2月11日 この日のライブ（阿佐ヶ谷SEN STUDIO）をもって活動休止
- 2月19日 公式Twitterにて強がりセンセーションの丸谷あさひの加入および3月18日夜の単独公演で新体制のお披露目を発表[12]
- 3月1日 SHOWROOM配信にて葵井るき（元まどもあ54世）の加入および「エモップ」への改称、新しいメンバーカラーを発表
- 3月18日 新体制お披露目単独公演（新宿RUIDO K4）。新メンバー、新衣装、新SEを披露
- 3月19日 「Tokyo Candoll 初戦」（渋谷Glad）出演[13]。4組中1位通過
- 3月29日 「Tokyo Candoll 準々決勝」（渋谷Glad）出演[14][15][16]。7組中1位通過
- 4月10日 「Tokyo Candoll 準決勝」（渋谷club asia）出演[17][18]。6組中3位で敗者復活戦FINALへ
- 4月22日 「Tokyo Candoll 敗者復活戦FINAL」（新宿BLAZE）出演[19]、敗者復活戦FINAL敗退
- 5月4日 主催ライブ「スパニコエモーションvol.1」（代官山LOOP）
- 5月23日 5月16日のライブより体調不良で欠席していた小川歩乃花について、療養のため一時的な活動休止を発表[20][21]
- 5月30日 単独公演「HEART WAVES」（渋谷REX）
- 6月24日 小川歩乃花が復帰
- 7月1日 主催ライブ「スパニコエモーションvol.2」（代官山LOOP）
- 7月7日 2018年7月末日をもって現体制での活動を終了、白浜さやと小川歩乃花は一時活動休止、葵井るきは新規グループへの移籍、丸谷あさひは卒業・契約終了すること、現体制でのラストライブが7月29日にRUIDO K4で行なわれることを発表[22]
- 7月15日 丸谷あさひ生誕祭「丸谷フェスティバル2018」（渋谷チェルシーホテル）。「ホロウ」初披露。丸谷あさひが卒業を撤回
- 7月19日 小川歩乃花が7月29日の現体制ラストライブで卒業することを発表[23]
- 7月29日 現体制ラスト単独公演（新宿RUIDO K4）
- 7月31日 活動休止

## ディスコグラフィー

### アルバム『Pit Put Circle』
2017年12月16日、SEN RECORDS
| No | タイトル             | 作詞       | 作曲       | 編曲       | ライブ初披露   |
| -- | -------------------- | ---------- | ---------- | ---------- | -------------- |
| 1  | ホロウ               | 梶原パセリ | 梶原パセリ | 梶原パセリ | 2018年7月15日  |
| 2  | ワンダーランダー     | 梶原パセリ | 梶原パセリ | 梶原パセリ | 2017年3月18日  |
| 3  | 未完成ファンファーレ | 梶原パセリ | 梶原パセリ | 梶原パセリ | 2017年3月18日  |
| 4  | お願いエネミー       | 梶原パセリ | 梶原パセリ | 梶原パセリ | 2017年7月23日  |
| 5  | カコステルフィ       | 梶原パセリ | 梶原パセリ | 梶原パセリ | 2017年3月18日  |
| 6  | だっても             | 梶原パセリ | 梶原パセリ | 梶原パセリ | 2017年9月10日  |
| 7  | ハッピーエンド       | 梶原パセリ | 梶原パセリ | 梶原パセリ | 2017年12月16日 |
| 8  | ファンタジ           | 梶原パセリ | 梶原パセリ | 梶原パセリ | 2017年4月29日  |
| 9  | まるさんかくしかく   | 梶原パセリ | 梶原パセリ | 梶原パセリ | 2017年3月18日  |
| 10 | この星でいちばん     | 梶原パセリ | 梶原パセリ | 梶原パセリ | 2017年12月16日 |

## ライブ・イベント

### 2017年
| 2017年   | 2017年 | 2017年                       | 2017年                 | 2017年 | 2017年                                       | 2017年 |
| 日付     | 公演・イベント名 | 会場                         | 形態                   | セットリスト | 備考                                         |        |
| -------- | --- | ---------------------------- | ---------------------- | --- | -------------------------------------------- | ------ |
| 3月18日  | エモクルスコップお披露目ライブ                                                                                                 | 新宿RUIDO K4                 | ライブ                 | 1. SE EmoQUrUscOoP 2. ワンダーランダー 3. 未完成ファンファーレ 4. カコステルフィ 5. まるさんかくしかく |                                              |        |
| 3月19日  | ENIGMA 横浜の灯〜ville de Port〜3                                                                                              | 横浜O-SITE                   | ライブ                 | 1. SE EmoQUrUscOoP 2. 未完成ファンファーレ 3. カコステルフィ 4. まるさんかくしかく |                                              |        |
| 3月20日  | Akihabara Music Festival | 秋葉原TwinBoxGARAGE          | ライブ                 | 1. SE EmoQUrUscOoP 2. ワンダーランダー 3. 未完成ファンファーレ 4. カコステルフィ 5. まるさんかくしかく |                                              |        |
| 3月24日  | cosmepressアキチカ金曜定期ライブ                                                                                               | アキチカ                     | ライブ                 | 1. カコステルフィ 2. 未完成ファンファーレ 3. ワンダーランダー 4. まるさんかくしかく |                                              |        |
| 3月25日  | ナウいアイドル vol.34 | アキチカ                     | ライブ                 | 1. SE EmoQUrUscOoP 2. 未完成ファンファーレ 3. カコステルフィ 4. ワンダーランダー |                                              |        |
| 3月26日  | ナウいアイドル vol.35 | アキチカ                     | ライブ                 | 1. SE EmoQUrUscOoP 2. まるさんかくしかく 3. ワンダーランダー 4. カコステルフィ 5. 未完成ファンファーレ |                                              |        |
| 3月31日  | cosmepressアキチカ金曜定期ライブ                                                                                               | アキチカ                     | ライブ                 | 1. ワンダーランダー 2. 未完成ファンファーレ 3. カコステルフィ 4. まるさんかくしかく |                                              |        |
| 4月1日   | 皆で集うライブvol.4 | 吉祥寺CLUB SEATA             | ライブ                 | |                                              |        |
| 4月2日   | ハピくるといっしょ vol.4 | 新宿MARZ                     | ライブ                 | 1. カコステルフィ 2. ワンダーランダー 3. 未完成ファンファーレ 4. まるさんかくしかく |                                              |        |
| 4月5日   | TOKYO喫茶X | WWW                          | ライブ                 | |                                              |        |
| 4月8日   | 大好きな君に会いに行く〜アキチカ編〜                                                                                           | アキチカ                     | ライブ                 | 1. SE EmoQUrUscOoP 2. カコステルフィ 3. まるさんかくしかく 4. ワンダーランダー |                                              |        |
| 4月9日   | アイドル★ビブリオバトル&ミックスLIVE！                                                                                         | 東京カルチャーカルチャー     | ビブリオバトル、ライブ | 1. ワンダーランダー 2. まるさんかくしかく | ビブリオバトルは雨宮未來のみ                 |        |
| 4月11日  | 渋谷クロスFM『みゅーじっくりえいと。』公開収録                                                                                 | 渋谷クロスFM                 | 公開収録               | | 白浜さや、水島さくらのみ                     |        |
| 4月15日  | Rocket Fes.vol8 遊覧飛行act.2                                                                                                  | 渋谷LOFT9                    | ライブ                 | |                                              |        |
| 4月16日  | デビュー1か月記念！掘りおこしスペシャル！！                                                                                    | ドン・キホーテ秋葉原店       | ミニライブ&トーク      | 1. まるさんかくしかく 2. カコステルフィ | 未完成ファンファーレ 1. ワンダーランダー     |        |
| 4月18日  | ギュウ農フェス 春のSP 選考会 〜争奪戦〜                                                                                        | 渋谷Milkyway                 | ライブ                 | 1. SE EmoQUrUscOoP 2. ワンダーランダー 3. 未完成ファンファーレ 4. カコステルフィ 5. まるさんかくしかく |                                              |        |
| 4月22日  | WiLL pre.「seize the light vol.4」                                                                                             | 渋谷WWWX                     | ライブ                 | |                                              |        |
| 4月23日  | 渋谷IDOL FESTIVAL | 渋谷 CLUB CAMELOT B3         | ライブ                 | 1. まるさんかくしかく 2. 未完成ファンファーレ 3. カコステルフィ 4. ワンダーランダー |                                              |        |
| 4月27日  | 2017年9月22日(金曜日)に里咲りさがZepp Diver Cityでワンマンするから LOFT PROJECTが全面的に応援したいと思ってのパーティー！VOL.4 | 新宿LOFT BAR                 | ライブ                 | 1. 未完成ファンファーレ 2. まるさんかくしかく 3. カコステルフィ 4. ワンダーランダー |                                              |        |
| 4月29日  | 小川歩乃花生誕祭 | 新宿RUIDO K4                 | ライブ                 | |                                              |        |
| 4月30日  | 黄金時代定期ライブ 『ゴールデンタイム』                                                                                        | AKIBAカルチャーズ劇場        | ライブ                 | 1. ワンダーランダー 2. 未完成ファンファーレ 3. カコステルフィ 4. ファンタジ |                                              |        |
| 4月30日  | BAKU POP FES'17 ～GWSP～ | AKIHABARA バックステージpass | ライブ                 | 1. まるさんかくしかく 2. 未完成ファンファーレ 3. カコステルフィ 4. ファンタジ 5. ワンダーランダー |                                              |        |
| 5月2日   | 緑茶の日に品川かよ！ | 品川Jスクエア                | ライブ                 | 1. ワンダーランダー 2. 未完成ファンファーレ 3. ファンタジ 4. まるさんかくしかく |                                              |        |
| 5月3日   | ENIGMA vacances Rich ～豊かな祝日～                                                                                            | 下北沢GARDEN                 | ライブ                 | 1. ファンタジ 2. カコステルフィ 3. ワンダーランダー |                                              |        |
| 5月4日   | ギュウ農フェス 春のSP | 新木場スタジオコースト       | ライブ                 | 1. ワンダーランダー 2. 未完成ファンファーレ 3. カコステルフィ 4. ファンタジ |                                              |        |
| 5月5日   | 未来音楽祭〜ミライ・フェス〜                                                                                                   | 日比谷公園 野外小音楽堂      | ライブ                 | 1. ワンダーランダー 2. ファンタジ |                                              |        |
| 5月5日   | 昼なのに！ゴールデン・ハミダサナイト！                                                                                         | DESEO mini                   | ライブ                 | 1. SE EmoQUrUscOoP 2. 未完成ファンファーレ 3. カコステルフィ 4. ファンタジ 5. まるさんかくしかく |                                              |        |
| 5月6日   | 武道館アイドル博2017 | 日本武道館                   | イベント               | |                                              |        |
| 5月6日   | ME NOT FES | 渋谷Milkyway                 | ライブ                 | |                                              |        |
| 5月7日   | 大好きな君に会いに行く | TOKYO FM HALL                | ライブ                 | 1. ワンダーランダー 2. ファンタジ 3. まるさんかくしかく |                                              |        |
| 5月13日  | dol growth vol.1 | 恵比寿CreAto                 | ライブ                 | |                                              |        |
| 5月13日  | バズうぃる！vol.2 | アキチカ                     | ライブ                 | 1. まるさんかくしかく 2. カコステルフィ 3. ワンダーランダー 4. 未完成ファンファーレ 5. ファンタジ |                                              |        |
| 5月14日  | ENIGMA concours preliminaire ～新たなる舞台への挑戦～                                                                          | 渋谷duo                      | ライブ                 | |                                              |        |
| 5月20日  | ナウいアイドル vol.46 | アキチカ                     | ライブ                 | 1. ワンダーランダー 2. 未完成ファンファーレ 3. カコステルフィ 4. まるさんかくしかく |                                              |        |
| 5月20日  | 2017年ブレイクするアイドルスペシャルVol.4                                                                                      | 品川Jスクエア                | ライブ                 | 1. SE EmoQUrUscOoP 2. 未完成ファンファーレ 3. まるさんかくしかく 4. ファンタジ 5. カコステルフィ 6. ワンダーランダー |                                              |        |
| 5月21日  | This is iDOL | TwinBoxAKIHABARA             | ライブ                 | |                                              |        |
| 5月22日  | 渋谷かよ！(30分たっぷりフェス) Vol.4                                                                                           | 渋谷REX                      | ライブ                 | |                                              |        |
| 5月25日  | コバルトブルーは白昼夢の 第一回夢みがちサミット                                                                                | 新宿SAMURAI                  | ライブ                 | 1. ワンダーランダー 2. カコステルフィ 3. 未完成ファンファーレ 4. まるさんかくしかく 5. ファンタジ |                                              |        |
| 5月28日  | アイドルCAMP in SHINJUKU | 新宿MARZ                     | ライブ                 | |                                              |        |
| 5月31日  | 俺たち、楽曲派。Vol.10 | 渋谷duo                      | ライブ                 | 1. 未完成ファンファーレ 2. ファンタジ 3. まるさんかくしかく 4. ワンダーランダー |                                              |        |
| 6月3日   | 地球のすみっこパーティー Vol.01                                                                                                | 新宿RUIDO K4                 | ライブ                 | 1. SE EmoQUrUscOoP 2. ワンダーランダー 3. 未完成ファンファーレ 4. カコステルフィ 5. ファンタジ 6. まるさんかくしかく | 主催ライブ                                   |        |
| 6月4日   | 凪原亜季生誕集会 | 新宿MARZ                     | ライブ                 | 1. 未完成ファンファーレ 2. カコステルフィ 3. まるさんかくしかく 4. ファンタジ 5. ワンダーランダー |                                              |        |
| 6月7日   | じゅりえり生誕ライブ | 渋谷Womb                     | ライブ                 | 1. まるさんかくしかく 2. 未完成ファンファーレ 3. ワンダーランダー 4. ファンタジ |                                              |        |
| 6月10日  | WIP新入生大歓迎会 | 原宿アストロホール           | ライブ                 | |                                              |        |
| 6月11日  | Rocket Fes vol.13 ～遊覧飛行act.5 東雲しなの生誕祭～                                                                           | 下北沢Shelter                | ライブ                 | 1. まるさんかくしかく 2. ファンタジ 3. カコステルフィ 4. ワンダーランダー |                                              |        |
| 6月17日  | ENIGMA | 下北沢GARDEN                 | ライブ                 | 1. SE EmoQUrUscOoP 2. 未完成ファンファーレ 3. ファンタジ 4. カコステルフィ 5. まるさんかくしかく |                                              |        |
| 6月17日  | NECO PLASTIC ワンマンライブ直前！決起集会LIVE                                                                                  | 新宿club SCIENCE             | ライブ                 | |                                              |        |
| 6月18日  | ZircoTokyo SUPER LIVE 2017 vol.13 後編                                                                                         | Zirco Tokyo                  | ライブ                 | 1. ワンダーランダー 2. 未完成ファンファーレ 3. カコステルフィ 4. まるさんかくしかく |                                              |        |
| 6月24日  | 大好きな君に会いに行く ～TOKYO FM HALL編～                                                                                     | TOKYO FM HALL                | ライブ                 | 1. ワンダーランダー 2. まるさんかくしかく 3. ファンタジ |                                              |        |
| 6月25日  | ライブのお時間vol.2 | KINGSX TOKYO                 | ライブ                 | 1. SEEmoQUrUscOoP 2. 未完成ファンファーレ 3. ワンダーランダー 4. カコステルフィ 5. ファンタジ 6. まるさんかくしかく |                                              |        |
| 6月27日  | Aphrodite「川上紗弥&二ノ宮桃 生誕祭～Bon anniversaire～」                                                                      | 渋谷O-NEST                   | ライブ                 | 1. まるさんかくしかく 2. ワンダーランダー 3. 未完成ファンファーレ 4. ファンタジ |                                              |        |
| 6月29日  | seize the light vo.5 -WiLL1周年記念-                                                                                           | 新宿MARZ                     | ライブ                 | |                                              |        |
| 7月1日   | KUMA-SAMA FES！ | TSUTAYA O-Crest              | ライブ                 | 1. まるさんかくしかく 2. カコステルフィ 3. ワンダーランダー 4. 未完成ファンファーレ |                                              |        |
| 7月1日   | 天王寺ハル生誕祭 | 恵比寿CreAto                 | ライブ                 | 1. 未完成ファンファーレ 2. ファンタジ 3. まるさんかくしかく 4. ワンダーランダー |                                              |        |
| 7月2日   | IDOL GALAXY vol.1 | 新宿ReNY                     | ライブ                 | 1. ワンダーランダー 2. カコステルフィ 3. ファンタジ |                                              |        |
| 7月3日   | 遅れてゴメンネ！ vol.49 | DESEO mini                   | ライブ                 | 1. SE EmoQUrUscOoP 2. 未完成ファンファーレ 3. ファンタジ 4. カコステルフィ 5. まるさんかくしかく 6. ワンダーランダー |                                              |        |
| 7月6日   | DDD~ THANKSGIVING ONE COIN LIVE~                                                                                               | TSUTAYA O-nest               | ライブ                 | 1. まるさんかくしかく 2. カコステルフィ 3. ファンタジ 4. ワンダーランダー |                                              |        |
| 7月8日   | あの半ヲタ関係者、 今日誕生日だってよ！                                                                                        | 新宿motion                   | ライブ                 | 1. 未完成ファンファーレ 2. カコステルフィ 3. ファンタジ 4. ワンダーランダー 5. まるさんかくしかく |                                              |        |
| 7月8日   | OTODAMA SHINING PARTY 2017 | OTODAMA SEA STUDIO           | ライブ                 | |                                              |        |
| 7月9日   | 水島さくら生誕祭 | 恵比寿CreAto                 | ライブ                 | 1. SE EmoQUrUscOoP 2. ワンダーランダー 3. 未完成ファンファーレ 4. カコステルフィ 5. まるさんかくしかく 6. ファンタジ |                                              |        |
| 7月14日  | BAKUPOP FES'17夏 | AKIHABARA バックステージpass | ライブ                 | 1. ワンダーランダー 2. カコステルフィ 3. ファンタジ 4. 未完成ファンファーレ 5. まるさんかくしかく |                                              |        |
| 7月15日  | バーヤの部屋 | 高円寺パンディット           | トークライブ           | | 雨宮未來のみ                                 |        |
| 7月15日  | DDD~Discovery iDol Depot~ 2nd                                                                                                  | SHIBUYA DESEO                | ライブ                 | |                                              |        |
| 7月16日  | 病ンドル2周忌追悼行事式 ～Re:Birth～                                                                                           | HOLIDAY SHINJUKU             | ライブ                 | 1. ワンダーランダー 2. カコステルフィ 3. ファンタジ 4. まるさんかくしかく |                                              |        |
| 7月16日  | Zirco Tokyo SUPER LIVE 2017 | Zirco Tokyo                  | ライブ                 | |                                              |        |
| 7月22日  | Zirco Tokyo SUPER LIVE 2017 vol.18                                                                                             | Zirco Tokyo                  | ライブ                 | 1. 未完成ファンファーレ 2. ファンタジ 3. まるさんかくしかく |                                              |        |
| 7月22日  | ReNY SUPER LIVE 2017 vol.27 | 新宿ReNY                     | ライブ                 | 1. まるさんかくしかく 2. ワンダーランダー 3. 未完成ファンファーレ 4. ファンタジ |                                              |        |
| 7月23日  | 地球のすみっこパーティー Vol.02                                                                                                | HOLIDAY SHINJUKU             | ライブ                 | 1. SE EmoQUrUscOoP 2. カコステルフィ 3. 未完成ファンファーレ 4. ワンダーランダー 5. ファンタジ 6. お願いエネミー 7. まるさんかくしかく                                                                                             | 新衣装披露                                   |        |
| 7月25日  | H.I.S.アイドルドリームプロジェクト                                                                                             | 赤坂BLITZ                    | ライブ                 | 1. 未完成ファンファーレ 2. お願いエネミー 3. ファンタジ |                                              |        |
| 7月29日  | 褒城好美生誕祭 | 池袋Black Hole               | ライブ                 | 1. 未完成ファンファーレ 2. まるさんかくしかく 3. ファンタジ |                                              |        |
| 7月29日  | Rimit Vol.13 - リナステ生誕SP                                                                                                  | 渋谷aube                     | ライブ                 | 1. ファンタジ 2. ワンダーランダー 3. お願いエネミー 4. 未完成ファンファーレ |                                              |        |
| 7月30日  | 渋谷のサンデー | 渋谷のラジオ                 | ラジオ出演             | | 雨宮未來のみ                                 |        |
| 8月1日   | H.I.S.アイドルドリームプロジェクト シイナナルミ卒業                                                                            | Zepp DiverCity               | ライブ                 | |                                              |        |
| 8月6日   | 恵比寿ライブストーリー ～エモクルスコップ水島さくら卒業ライブ～                                                                | 恵比寿クレアート             | ライブ                 | 1. SE EmoQUrUscOoP 2. ワンダーランダー 3. まるさんかくしかく 4. カコステルフィ 5. お願いエネミー 6. 未完成ファンファーレ 7. ファンタジ 8. EN.ワンダーランダー                                                                      |                                              |        |
| 8月11日  | 雨宮未來生誕『あまみ屋』 | 新宿MARZ                     | ライブ                 | 1. SE EMoqURusCoOP 2. お願いエネミー 3. カコステルフィ 4. ワンダーランダー 5. 未完成ファンファーレ 6. まるさんかくしかく 7. EN ファンタジ                                                                                          |                                              |        |
| 8月12日  | Rocket Fes vol.17 ～遊覧飛行act.6～ 夏祭り                                                                                     | 渋谷LOFT9                    | ライブ                 | 1. 未完成ファンファーレ 2. ワンダーランダー 3. お願いエネミー 4. ファンタジ 5. まるさんかくしかく |                                              |        |
| 8月13日  | アイドルセンセーションvol.7 | 吉祥寺CLUB SEATA             | ライブ                 | 1. SE EMoqURusCoOP 2. まるさんかくしかく 3. 未完成ファンファーレ 4. カコステルフィ 5. お願いエネミー 6. ワンダーランダー 7. ファンタジ                                                                                             |                                              |        |
| 8月15日  | スパニコカーニバル | 新宿RUIDO K4                 | ライブ                 | 1. ワンダーランダー 2. 未完成ファンファーレ 3. カコステルフィ 4. まるさんかくしかく |                                              |        |
| 8月19日  | 大好きな君に会いに行く | TOKYO FM HALL                | ライブ                 | 1. まるさんかくしかく 2. お願いエネミー 3. ファンタジ |                                              |        |
| 8月20日  | ふたりオポジットお披露目ライブ                                                                                                 | 新宿motion                   | ライブ                 | 1. ワンダーランダー 2. カコステルフィ 3. お願いエネミー 4. ファンタジ 5. まるさんかくしかく |                                              |        |
| 8月20日  | IDOL GALAXY | 浅草六区ゆめまち劇場         | ライブ                 | 1. ファンタジ 2. まるさんかくしかく 3. お願いエネミー 4. ワンダーランダー |                                              |        |
| 8月21日  | loft presents 『乙女の事情』August編                                                                                           | 新宿LOFT                     | ライブ                 | 1. SE EMoqURusCoOP 2. カコステルフィ 3. お願いエネミー 4. ファンタジ 5. まるさんかくしかく |                                              |        |
| 8月26日  | Zirco Tokyo SUPER LIVE 2017 | Zirco Tokyo                  | ライブ                 | 1. ワンダーランダー 2. 未完成ファンファーレ 3. カコステルフィ 4. ファンタジ |                                              |        |
| 8月26日  | 来来ライブ in 新宿 ～きっと・もっと・じゃむ～                                                                                  | 新宿motion                   | ライブ                 | 1. ファンタジ 2. お願いエネミー 3. カコステルフィ 4. まるさんかくしかく |                                              |        |
| 8月29日  | 望月乃愛生誕祭～おふとん星の夏祭り～                                                                                           | 秋葉原TwinBoxGARAGE          | ライブ                 | 1. まるさんかくしかく 2. 未完成ファンファーレ 3. お願いエネミー 4. ファンタジ |                                              |        |
| 9月1日   | cosmepress金曜定期@恵比寿CreAto                                                                                                | 恵比寿CreAto                 | ライブ                 | 1. ワンダーランダー 2. 未完成ファンファーレ 3. ファンタジ 4. まるさんかくしかく |                                              |        |
| 9月3日   | tipToe.定期イベント 「homeroom06」(花咲なつみ生誕祭）                                                                          | 渋谷DESEO mini               | ライブ                 | 1. SE 未完成ファンファーレ 2. カコステルフィ 3. お願いエネミー 4. ファンタジ 5. ワンダーランダー |                                              |        |
| 9月3日   | 乙女の事情 September Special編                                                                                                 | 新宿LOFT                     | ライブ                 | 1. SE カコステルフィ 2. 未完成ファンファーレ 3. お願いエネミー 4. ファンタジ |                                              |        |
| 9月3日   | スパニコカーニバル vol.11 | 新宿RUIDO K4                 | ライブ                 | 1. ワンダーランダー 2. カコステルフィ 3. ファンタジ 4. まるさんかくしかく |                                              |        |
| 9月9日   | ENIGMA～noble de ciel～高貴な天国                                                                                              | 渋谷マウントレーニアホール   | ライブ                 | 1. ワンダーランダー 2. ファンタジ 3. お願いエネミー 4. まるさんかくしかく |                                              |        |
| 9月10日  | トモダチ百にん | 新宿Marble                   | ライブ                 | 1. SE_EMOP(新SE) 2. 未完成ファンファーレ 3. ワンダーランダー 4. カコステルフィ 5. だっても 6. お願いエネミー 7. ファンタジ 8. まるさんかくしかく 9. EN.だっても 10. ファンタジ                                                     | 1stワンマン／ ダイジェスト映像 - YouTube     |        |
| 9月12日  | DDD~THANKSGIVING ONE COIN LIVE~                                                                                                | TSUTAYA O-nest               | ライブ                 | 1. SE EMOP ワンダーランダー 2. 未完成ファンファーレ 3. ファンタジ 4. だっても 5. カコステルフィ 6. まるさんかくしかく |                                              |        |
| 9月16日  | ～HAPPY GO IDOL vol1～ | 大塚Hearts+                  | ライブ                 | 1. SE まるさんかくしかく 2. 未完成ファンファーレ 3. お願いエネミー 4. だっても 5. ファンタジ 6. カコステルフィ |                                              |        |
| 9月16日  | 1stワンマンライブお疲れ様オフ会 『正しいボウルの投げ方』                                                                       | 東京ポートボウル             | オフ会                 | |                                              |        |
| 9月17日  | HAPPY GO RICE - 7days,9shows- DAY9 ～サンデーナイト in オオツカ～                                                              | 大塚Hearts+                  | ライブ                 | 1. SE ファンタジ 2. 未完成ファンファーレ 3. ワンダーランダー 4. カコステルフィ 5. だっても 6. まるさんかくしかく |                                              |        |
| 9月21日  | 里咲りさのZepp Diver City前夜祭 (皆で社長と決起集会)                                                                           | 新宿LOFT                     | ライブ                 | 1. SE ファンタジ 2. だっても 3. まるさんかくしかく |                                              |        |
| 9月23日  | 第十五回 甘噛みモーニングコール                                                                                                | 新宿ロフト バー              | ライブ                 | 1. SE ワンダーランダー 2. 未完成ファンファーレ 3. カコステルフィ 4. だっても 5. お願いエネミー 6. ファンタジ |                                              |        |
| 9月23日  | ナウいアイドル vol.74 | アキチカ                     | ライブ                 | 1. SE ファンタジ 2. お願いエネミー 3. だっても 4. まるさんかくしかく |                                              |        |
| 9月24日  | new encounters vol.48 | 渋谷Milkyway                 | ライブ                 | 1. SE カコステルフィ 2. 未完成ファンファーレ 3. ファンタジ 4. だっても 5. お願いエネミー 6. ワンダーランダー |                                              |        |
| 9月24日  | TRI ODYSSEY release party ONEMAN SHOW                                                                                          | 渋谷RUIDO K2                 | ライブ                 | 1. SE ファンタジ 2. 未完成ファンファーレ 3. ワンダーランダー 4. カコステルフィ 5. だっても 6. まるさんかくしかく |                                              |        |
| 9月28日  | ロフトハレーション | 新宿LOFT                     | ライブ                 | 1. SE ワンダーランダー 2. カコステルフィ 3. ファンタジ 4. だっても 5. お願いエネミー 6. まるさんかくしかく |                                              |        |
| 9月30日  | Four Seasons～艶やかな季節に彩られて                                                                                           | 新宿ReNY                     | ライブ                 | 1. SE まるさんかくしかく 2. だっても 3. ファンタジ |                                              |        |
| 10月1日  | Panda! Panda! Panda! Vol.3 ～小泉花恋BDパーティー～                                                                            | 上野音横丁                   | ライブ                 | 1. SE 未完成ファンファーレ 2. まるさんかくしかく 3. カコステルフィ 4. だっても 5. ワンダーランダー |                                              |        |
| 10月1日  | ワチャワチャ！ハッシュ de 3マン！                                                                                              | SHIBUYA DESEO                | ライブ                 | 1. SE ファンタジ 2. 未完成ファンファーレ 3. カコステルフィ 4. お願いエネミー 5. まるさんかくしかく | （共演）#ドルーチュ / ドリ☆ステ              |        |
| 10月4日  | Synth de La Eve無料定期公演 『Fusion Generator Vol.2』                                                                         | 川崎セルビアンナイト         | ライブ                 | 1. SE まるさんかくしかく 2. 未完成ファンファーレ 3. だっても 4. ファンタジ |                                              |        |
| 10月7日  | 白浜さや生誕祭 | 新宿RUIDO K4                 | ライブ                 | 1. ORANGERIUM(白浜ソロ) 2. SE まるさんかくしかく 3. ワンダーランダー 4. カコステルフィ 5. だっても 6. ファンタジ 7. 未完成ファンファーレ                                                                                           |                                              |        |
| 10月8日  | あんナイトVol.9予選会 | 渋谷Milkyway                 | ライブ                 | 1. だっても 2. ファンタジ 3. カコステルフィ 4. まるさんかくしかく |                                              |        |
| 10月8日  | スパニコカーニバルvol.12 | 秋葉原ZEST                   | ライブ                 | 1. SE まるさんかくしかく 2. 未完成ファンファーレ 3. お願いエネミー 4. だっても 5. ファンタジ 6. カコステルフィ |                                              |        |
| 10月9日  | CITTA’ IDOL CIRCUIT ４ | 川崎5会場                    | ライブ                 | 【セルビアンナイトSET】 1. SE ワンダーランダー 2. だっても 3. ファンタジ 【アティックSET】 1. SE まるさんかくしかく 2. カコステルフィ 3. 未完成ファンファーレ                                                                      |                                              |        |
| 10月13日 | loop定期公演：Vol.6 | 池袋シアターYES              | ライブ                 | 1. SE ワンダーランダー 2. カコステルフィ 3. ファンタジ |                                              |        |
| 10月14日 | ZEST1000YEN 1部 | 秋葉原ZEST                   | ライブ                 | 1. SE まるさんかくしかく 2. お願いエネミー 3. 未完成ファンファーレ |                                              |        |
| 10月14日 | SPARK SPEAKER presents "杉原由規奈生誕祭"                                                                                      | 渋谷CYCLONE                  | ライブ                 | 1. SE ワンダーランダー 2. だっても 3. ファンタジ 4. まるさんかくしかく |                                              |        |
| 10月15日 | DDD～Discovery iDol Depot～ | 恵比寿CreAto                 | ライブ                 | |                                              |        |
| 10月18日 | Babe | SHIBUYA LUSH                 | ライブ                 | 1. SE まるさんかくしかく 2. だっても 3. カコステルフィ 4. 未完成ファンファーレ 5. お願いエネミー 6. ファンタジ |                                              |        |
| 10月19日 | 君のひとみは10000ボルト 第2回                                                                                                  | スナックしろくま             | イベント               | | 雨宮未來のみ                                 |        |
| 10月21日 | DDD~Discovery iDol Depot~ | TSUTAYA O-nest               | ライブ                 | 1. SE ワンダーランダー 2. 未完成ファンファーレ 3. カコステルフィ 4. ファンタジ 5. だっても 6. まるさんかくしかく |                                              |        |
| 10月22日 | あんナイトVol.9 | 新宿４会場 （新宿Marble）    | ライブ                 | 1. SE カコステルフィ 2. まるさんかくしかく 3. だっても 4. 未完成ファンファーレ 5. ファンタジ 6. ワンダーランダー |                                              |        |
| 10月26日 | 東京が怖い。Vol.11 | 渋谷Milkyway                 | ライブ                 | 1. SE お願いエネミー 2. カコステルフィ 3. ファンタジ 4. まるさんかくしかく |                                              |        |
| 10月29日 | ペーパーレスリングスタジオ vol.5                                                                                               | 渋谷Club乙                   | ライブ                 | 1. SE ワンダーランダー 2. お願いエネミー 3. だっても 4. まるさんかくしかく |                                              |        |
| 10月29日 | NIPPONスーパーアイドルプロジェクト 2017                                                                                        | 新宿ReNY                     | ライブ                 | 1. SE ファンタジ 2. お願いエネミー 3. まるさんかくしかく |                                              |        |
| 11月4日  | プリックロックワンマンライブ カウントダウン主催ライブ                                                                          | 新宿NINE SPICES              | ライブ                 | 1. SE ワンダーランダー 2. 未完成ファンファーレ 3. だっても 4. ファンタジ |                                              |        |
| 11月5日  | new encounters vol.57 ～異色の4マンスペシャル～                                                                                | 渋谷Milkyway                 | ライブ                 | 1. 未完成ファンファーレ 2. ワンダーランダー 3. お願いエネミー 4. カコステルフィ 5. まるさんかくしかく 6. ファンタジ | （共演）Soulmate / KAGUYA / 必殺エモモモモ!! |        |
| 11月5日  | 早乙女ゆみの生誕祭 | 渋谷Milkyway                 | ライブ                 | 1. まるさんかくしかく 2. カコステルフィ 3. だっても 4. ファンタジ 5. ワンダーランダー |                                              |        |
| 11月9日  | 小川歩乃花 Twitterフォロワー900人達成！ありがとうイベント！！！                                                                | 阿佐ヶ谷 ナントカスタジオ    | イベント               | | 小川歩乃花のみ                               |        |
| 11月11日 | スパニコポッキーカーニバルvol.13                                                                                               | 池袋RUIDO K3                 | ライブ                 | 1. SE ワンダーランダー 2. カコステルフィ 3. お願いエネミー 4. ファンタジ 5. まるさんかくしかく |                                              |        |
| 11月12日 | スパニコカーニバルvol.14 | 渋谷REX                      | ライブ                 | 1. SE ファンタジ 2. カコステルフィ 3. だっても 4. 未完成ファンファーレ |                                              |        |
| 11月12日 | 2ndワンマンライブ『トモダチ三百にん』第一回チケット手売り会                                                                    | 阿佐ヶ谷ナントカスタジオ     | イベント               | |                                              |        |
| 11月16日 | 地球のすみっこパーティー Vol.03                                                                                                | 新宿RUIDO K4                 | ライブ                 | 1. SE ワンダーランダー 2. カコステルフィ 3. お願いエネミー 4. だっても 5. まるさんかくしかく 6. ファンタジ | 主催ライブ                                   |        |
| 11月17日 | PARTY PARTY PARTY -りんぷもら生誕-                                                                                             | 渋谷LOUNGE NEO               | ライブ                 | 1. SE 未完成ファンファーレ 2. まるさんかくしかく 3. だっても 4. ファンタジ |                                              |        |
| 11月18日 | GIRLS VISION | SELENE b2                    | ライブ                 | 1. SE まるさんかくしかく 2. 未完成ファンファーレ 3. カコステルフィ 4. ファンタジ |                                              |        |
| 11月25日 | 三毛猫歌劇団関東ツアー 関東平野に梅の花 in 東京都                                                                              | 新宿ACB HALL                 | ライブ                 | 1. SE ワンダーランダー 2. 未完成ファンファーレ 3. だっても 4. ファンタジ 5. お願いエネミー 6. まるさんかくしかく |                                              |        |
| 11月25日 | 人間っていいな・・・ | 上野Untitled                 | ライブ                 | |                                              |        |
| 11月26日 | 第二回ワンマンライブチケット手売り会                                                                                           | 阿佐ヶ谷ナントカスタジオ     | イベント               | |                                              |        |
| 12月1日  | ハミダサナイト！最終夜 | DESEO mini                   | ライブ                 | 1. SE ワンダーランダー 2. だっても 3. ファンタジ 4. まるさんかくしかく |                                              |        |
| 12月2日  | YOLKs FESTA vol.0 | 渋谷REX                      | ライブ                 | 1. SE 未完成ファンファーレ 2. カコステルフィ 3. お願いエネミー 4. ファンタジ | お願いエネミー - YouTube                     |        |
| 12月3日  | new encounters vol.65 | 渋谷Milkyway                 | ライブ                 | 1. SE だっても 2. 未完成ファンファーレ 3. ワンダーランダー 4. カコステルフィ 5. お願いエネミー 6. ファンタジ 7. まるさんかくしかく                                                                                                 |                                              |        |
| 12月6日  | GIRL'S FRIENDS | 下北沢MOSAiC                 | ライブ                 | 1. SE 未完成ファンファーレ 2. カコステルフィ 3. だっても 4. お願いエネミー 5. まるさんかくしかく 6. ファンタジ |                                              |        |
| 12月9日  | NGIiS vol.22 | 新宿club SCIENCE             | ライブ                 | 1. SE ファンタジ 2. お願いエネミー 3. カコステルフィ 4. まるさんかくしかく |                                              |        |
| 12月10日 | tipToe. 1st Anniversary. 『homeroom 09』                                                                                       | DESEO mini                   | ライブ                 | 1. SE カコステルフィ 2. 未完成ファンファーレ 3. だっても 4. ファンタジ 5. まるさんかくしかく |                                              |        |
| 12月16日 | トモダチ三百にん | 渋谷THE GAME                 | ライブ                 | 1. SE ワンダーランダー 2. 未完成ファンファーレ 3. お願いエネミー 4. だっても 5. この星でいちばん 6. ハッピーエンド 7. ファンタジ 8. カコステルフィ 9. まるさんかくしかく 10. EN. SE この星でいちばん 11. カコステルフィ ファンタジ | 2ndワンマン                                  |        |
| 12月19日 | 『Pit Put Circle』リリースイベント                                                                                             | HMVrecordshop 新宿ALTA店     | リリイベ               | 1. ワンダーランダー 2. ハッピーエンド 3. この星でいちばん 4. まるさんかくしかく |                                              |        |
| 12月23日 | ナウいアイドル vol.90 | あきちか                     | ライブ                 | 1. SE この星でいちばん 2. だっても 3. まるさんかくしかく 4. ファンタジ |                                              |        |
| 12月24日 | LIVEプラス@渋谷Glad | 渋谷Glad                     | ライブ                 | 1. SE まるさんかくしかく 2. カコステルフィ 3. ハッピーエンド 4. ワンダーランダー |                                              |        |
| 12月30日 | DDD~Discovery iDol Depot~ 2017 iDol Summary                                                                                    | SELENE b2                    | ライブ                 | 1. SE この星でいちばん 2. お願いエネミー 3. だっても 4. ファンタジ |                                              |        |

### 2018年
| 2018年   | 2018年 | 2018年                                          | 2018年             | 2018年 | 2018年 | 2018年 |
| 日付     | 公演・イベント名 | 会場                                            | 形態               | セットリスト | 備考 |        |
| -------- | --- | ----------------------------------------------- | ------------------ | --- | --- | ------ |
| 1月4日   | 新宿系ガールズミーティング 2018新春スペシャル！全員集合！                                                                          | 新宿LOFT                                        | ライブ             | 1. 未完成ファンファーレ 2. この星でいちばん 3. カコステルフィ 4. まるさんかくしかく | |        |
| 1月14日  | Happiness!!-FAVORITE the IDOL- | 新宿OREBAKO                                     | ライブ             | | |        |
| 1月15日  | 地球のすみっこパーティー Vol.04 | 新宿RUIDO K4                                    | ライブ             | 1. SE この星でいちばん 2. ハッピーエンド 3. だっても 4. ファンタジ 5. まるさんかくしかく 6. カコステルフィ | 主催 / 雨宮未來ラスト                                                                                                   |        |
| 1月16日  | 渋谷苺猟SP -冬のなちゅ祭- | 渋谷Underdeer lounge                            | ライブ             | 1. カコステルフィ 2. ファンタジ | さや&ほのか 旧衣装 |        |
| 1月21日  | エモップ新年会 | 池袋御嶽神社、Dining小町                        | オフ会             | | |        |
| 1月27日  | 81moment天王寺ハルデビュー1 周年！記念ライブ                                                                                       | 新宿ナインスパイス                              | ライブ             | 1. ワンダーランダー 2. この星でいちばん 3. カコステルフィ 4. ファンタジ | この星でいちばん |        |
| 1月27日  | ENIGMA〜拍手の雨〜Applaudissements                                                                                                 | 渋谷O-WEST                                      | ライブ             | 1. 未完成ファンファーレ 2. ファンタジ 3. この星でいちばん 4. ワンダーランダー | カラーチェンジ / 終了後挨拶                                                                                             |        |
| 1月28日  | ナウいアイドル vol.97 | あきちか                                        | ライブ             | 1. カコステルフィ 2. ワンダーランダー 3. 未完成ファンファーレ 4. ファンタジ 5. この星でいちばん 6. ファンタジ | 旧衣装 カラーチェンジ / 終了後挨拶                                                                                      |        |
| 1月31日  | LIVEプラス | 秋葉原COSMIC LAB                                | ライブ             | 1. この星でいちばん 2. カコステルフィ 3. ファンタジ 4. ワンダーランダー | 終了後挨拶 |        |
| 2月3日   | LIVEプラス | ベルエポック美容専門学校 第2校舎 イベントホール | ライブ             | 1. ファンタジ 2. 未完成ファンファーレ 3. この星でいちばん | 旧衣装／ファンタジ / 終了後挨拶                                                                                         |        |
| 2月4日   | THIS IS IDOL 【DAY】 | TwinBoxGARAGE                                   | ライブ             | 1. ワンダーランダー 2. この星でいちばん 3. カコステルフィ 4. 未完成ファンファーレ | 旧衣装 / 終了後挨拶 |        |
| 2月11日  | エモクルスコップ２人体制LASTイベント&ちょっと早いバレンタイン♡                                                                     | 阿佐ヶ谷センスタジオ                            | ライブ             | 1. ワンダーランダー 2. 未完成ファンファーレ 3. ファンタジ 4. この星でいちばん 5. カコステルフィ 6. まるさんかくしかく 7. ハッピーエンド 8. この星でいちばん                                                                                              | 2人体制ラスト / 終了後挨拶                                                                                              |        |
| 3月18日  | エモップ新体制お披露目単独公演 | 新宿RUIDO K4                                    | ライブ             | 1. 未完成ファンファーレ 2. この星でいちばん 3. まるさんかくしかく 4. ワンダーランダー 5. ファンタジ 6. ハッピーエンド 7. EN.カコステルフィ 8. ファンタジ 9. この星でいちばん                                                                             | 新体制お披露目 単独公演 / 【2018/03/18】エモップ新体制お披露目公演 ダイジェスト - YouTube / カコステルフィ / 終了後挨拶 |        |
| 3月19日  | Tokyo Candoll 初戦#12 | 渋谷Glad                                        | ライブ             | 1. この星でいちばん 2. まるさんかくしかく 3. ファンタジ | 1位通過 / この星でいちばん / １位発表 / 終了後挨拶                                                                      |        |
| 3月24日  | アイドル甲子園 | 新木場スタジオコースト                          | ライブ             | 1. ハッピーエンド 2. ワンダーランダー 3. 未完成ファンファーレ 4. ファンタジ | ダイジェスト映像 / 終了後挨拶                                                                                           |        |
| 3月25日  | 『春よ来い！スペシャルLIVE』81moment presents                                                                                      | 恵比寿CreAto                                    | ライブ             | 1. ワンダーランダー 2. まるさんかくしかく 3. カコステルフィ 4. この星でいちばん | ファンタジ |        |
| 3月27日  | iDOL Emotion LiVE supported by MUSIC B.B.                                                                                          | 池袋Space emo                                   | ライブ             | 1. この星でいちばん 2. 未完成ファンファーレ 3. まるさんかくしかく 4. ハッピーエンド | 終了後挨拶 |        |
| 3月29日  | Tokyo Candoll 準々決勝#3 | 渋谷Glad                                        | ライブ             | ワンダーランダー まるさんかくしかく ファンタジ | 1位通過 / 終了後挨拶 |        |
| 3月31日  | 大好きな君に会いにいく | TOKYO FM HALL                                   | ライブ             | この星でいちばん 未完成ファンファーレ ファンタジ | 終了後挨拶 |        |
| 4月1日   | LIVEプラス | 渋谷CLUB QUATTRO                                | ライブ             | ワンダーランダー ハッピーエンド まるさんかくしかく ファンタジ | 終了後挨拶 |        |
| 4月1日   | エモップの「笑って過ごそうエイプリルフールinヴィレッジヴァンガード」                                                               | ヴィレッジヴァンガードお茶の水店                | ミニライブ、トーク | この星でいちばん ワンダーランダー カコステルフィ まるさんかくしかく | 終了後挨拶 |        |
| 4月4日   | ワンコインライブ！ | 渋谷aube                                        | ライブ             | 未完成ファンファーレ カコステルフィ まるさんかくしかく ハッピーエンド | 終了後挨拶 |        |
| 4月7日   | NIPPONスーパーアイドルプロジェクト                                                                                                 | 新宿ReNY                                        | ライブ             | 未完成ファンファーレ この星でいちばん ワンダーランダー | 丸谷あさひ欠席（体調不良） / 終了後挨拶                                                                                 |        |
| 4月8日   | DESEO SUPER LIVE Vol.1 | 渋谷DESEO                                       | ライブ             | この星でいちばん ファンタジ ワンダーランダー ハッピーエンド | |        |
| 4月8日   | 81moment- 村咲ふたば生誕祭🌱- | 渋谷Rex                                         | ライブ             | カコステルフィ 未完成ファンファーレ まるさんかくしかく この星でいちばん | ダイジェスト映像 / 終了後挨拶                                                                                           |        |
| 4月10日  | Tokyo Candoll 準決勝#1 | 渋谷asia                                        | ライブ             | カコステルフィ まるさんかくしかく ファンタジ | 6組中3位で敗者復活FINALへ まるさんかくしかく～１分間アピール / 終了後挨拶                                               |        |
| 4月14日  | GIRLS VISION | 渋谷TSUTAYA O-WEST                              | ライブ             | この星でいちばん 未完成ファンファーレ ファンタジ | ファンタジ |        |
| 4月15日  | -ON THE LIVE- | CLUB CRAWL                                      | ライブ             | SE 未完成ファンファーレ この星でいちばん まるかんかくしかく ワンダーランダー ファンタジ ハッピーエンド | |        |
| 4月15日  | DDD~Discovery iDol Depot~ | 渋谷asia                                        | ライブ             | カコステルフィ まるさんかくしかく ファンタジ | 終了後挨拶 |        |
| 4月21日  | IDOL Pop'n Party | J SQUARE SHINAGAWA                              | ライブ             | カコステルフィ この星でいちばん 未完成ファンファーレ ファンタジ | 終了後挨拶 |        |
| 4月22日  | Tokyo Candoll 敗者復活戦FAINAL・決勝                                                                                               | 新宿BLAZE                                       | ライブ             | まるさんかくしかく ワンダーランダー カコステルフィ | 敗者復活戦敗退 / １分間アピール                                                                                         |        |
| 4月27日  | GW直前！金曜スペシャルシャルライブ！                                                                                               | 渋谷REX                                         | ライブ             | この星でいちばん ハッピーエンド ワンダーランダー ファンタジ | 終了後挨拶 |        |
| 4月28日  | 大好きな君に会いに行く 昼の部 | TOKYO FM ホール                                 | ライブ             | 未完成ファンファーレ ファンタジ この星でいちばん | 葵井るき欠席 |        |
| 4月28日  | 小川歩乃花生誕祭 | J-AQUARE 品川                                   | ライブ             | ハッピーエンド ワンダーランダー 未完成ファンファーレ スターダストライト（ほのかソロ） 有頂天LOVE ファンタジ（さやほのか） だっても（さやほのか） この星でいちばん ファンタジ カコステルフィ まるさんかくしかく EN. 未完成ファンファーレ ワンダーランダー | 終了後挨拶 |        |
| 4月30日  | アイドルCAMP in SHIBUYA 〜1コインSP〜                                                                                              | 渋谷THE GAME                                    | ライブ             | | まるさんかくしかく |        |
| 4月30日  | 『ザ・真剣勝負ベストテンプラス Vol.13』＆「Zirco Tokyo SUPER LIVE 2018」～GWスペシャル公演～                                       | Zirco Tokyo                                     | ライブ             | | 終了後挨拶 |        |
| 5月2日   | 「アイドルよ覚醒せよ vol.33」IN クラブクアトロ ～FES☆TIVE南茉莉花生誕祭～                                                          | 渋谷CLUB QUATTRO                                | ライブ             | この星でいちばん 未完成ファンファーレ ファンタジ | 未完成ファンファーレ |        |
| 5月4日   | スパニコエモーションvol.1 | 代官山LOOP                                      | ライブ             | | 主催 / 終了後挨拶 |        |
| 5月5日   | LIVEプラス | 渋谷Glad                                        | ライブ             | | カコステルフィ |        |
| 5月5日   | 私たち、正統派。Vol.28 supported by JOYSOUND                                                                                       | 品川J-SQUARE                                    | ライブ             | | 衣装チェンジ / 終了後挨拶                                                                                               |        |
| 5月6日   | アイドル放課後プロジェクト特別編                                                                                                   | 渋谷CAMELOT                                     | ライブ             | | 葵井るきはダンスのみ参加                                                                                                |        |
| 5月9日   | ワンコインライブ✖️Parasite.kiss１周年記念                                                                                          | 渋谷aube                                        | ライブ             | | 葵井るきはダンスのみ参加 / まるさんかくしかく                                                                           |        |
| 5月13日  | DDD~Discovery iDol Depot~ | SPACE ODD                                       | ライブ             | | ワンダーランダー |        |
| 5月16日  | RIDOL | 渋谷THE GAME                                    | ライブ             | | 小川歩乃花欠席 |        |
| 5月18日  | 第78回アイドル緊急招集 | 新宿MARZ                                        | ライブ             | | 小川歩乃花欠席 |        |
| 5月19日  | 大好きな君に会いにいく | TOKYO FM HALL                                   | ライブ             | | 小川歩乃花欠席 / まるさんかくしかく                                                                                     |        |
| 5月19日  | 『ザ・真剣勝負ベストテンプラス Vol.13』＆「Zirco Tokyo SUPER LIVE 2018」～スペシャル公演～                                         | Zirco Tokyo                                     | ライブ             | | 小川歩乃花欠席 |        |
| 5月20日  | ダイヤモンドルフィー デイリー１位祝賀会 & ウィークリー直前ライブ！！！                                                             | あきちか                                        | ライブ             | この星でいちばん ファンタジ まるさんかくしかく 未完成ファンファーレ | 小川歩乃花欠席 / ファンタジ                                                                                             |        |
| 5月26日  | 紫陽花の季節に白金高輪から遠くみえる海にお日様がキラキラ差し込んでいたら、私たちはどんなセトリでライブをするのか真剣に考えてみた。 | 白金高輪SELENE                                  | ライブ             | | 小川歩乃花欠席 |        |
| 5月27日  | NEO Fes!!! mini presented by Top Yell Vol.14                                                                                       | ポニーキャニオン1階イベントスペース             | ライブ             | | 小川歩乃花欠席 |        |
| 5月27日  | 単独公演直前！決起イベント | 阿佐ヶ谷SENステージ                             | ライブ・イベント   | | 小川歩乃花欠席 / パジャマ / 終了後挨拶                                                                                  |        |
| 5月30日  | HEART WAVES | 渋谷REX                                         | ライブ             | この星でいちばん まるさんかくしかく お願いエネミー ハッピーエンド ワンダーランダー 未完成ファンファーレ ファンタジ カコステルフィ EN.だっても ファンタジ ワンダーランダー                                                                                | 単独 / 小川歩乃花欠席 / だっても                                                                                        |        |
| 6月2日   | アイドル甲子園 | 新木場スタジオコースト                          | ライブ             | | 小川歩乃花欠席 / ハッピーエンド                                                                                         |        |
| 6月3日   | Happiness!!-FAVORITE the IDOL- | 新宿FATE                                        | ライブ             | | 小川歩乃花欠席 |        |
| 6月4日   | DDD〜THANKS GIVING ONE COIN LIVE                                                                                                   | 渋谷RUIDO K2                                    | ライブ             | | 小川歩乃花欠席 |        |
| 6月7日   | SHIBUだんじょん！ | 代官山SPACE ODD                                 | ライブ             | | 小川歩乃花欠席 / カコステルフィ                                                                                         |        |
| 6月9日   | cosmiclab idol result live vol.14                                                                                                  | COSMIC LAB                                      | ライブ             | | 小川歩乃花欠席 |        |
| 6月10日  | ZUMATSURI-IDOL-2days | COSMIC LAB                                      | ライブ             | | 小川歩乃花欠席 / この星でいちばん                                                                                       |        |
| 6月10日  | THIS IS IDOL【NIGHT】 | TwinBox AKIHABARA                               | ライブ             | | 小川歩乃花欠席 / ワンダーランダー                                                                                       |        |
| 6月13日  | Hello!! New World vol.1 ~presented by Order Doll                                                                                   | shibuya aube                                    | ライブ             | この星でいちばん まるさんかくしかく 未完成ファンファーレ カコステルフィ ハッピーエンド | 小川歩乃花欠席 / この星でいちばん /                                                                                     |        |
| 6月16日  | 単独公演特典面会イベント | シトリン会議室                                  | 面会イベント       | | |        |
| 6月17日  | アイドルCAMP in SHINJUKU～１コインSP～                                                                                             | 新宿MARZ                                        | ライブ             | | 小川歩乃花欠席 / ファンタジ                                                                                             |        |
| 6月17日  | ナウいアイドル vol.121 | アキチカ                                        | ライブ             | | 小川歩乃花欠席 |        |
| 6月19日  | COSMIC無銭ワイ-ワイvol.1 | COSMIC LAB                                      | ライブ             | だっても この星でいちばん ハッピーエンド まるさんかくしかく | 小川歩乃花欠席 |        |
| 6月21日  | cosmic lab idol Experiment live vol.27                                                                                             | COSMIC LAB                                      | ライブ             | この星でいちばん ワンダーランダー 未完成ファンファーレ ハッピーエンド | 小川歩乃花欠席 |        |
| 6月23日  | liveプラス 第二部 | 新宿 Ruido K4                                   | ライブ             | | 小川歩乃花欠席 / overture～未完成ファンファーレ                                                                         |        |
| 6月24日  | ゲキモリdeパーリナイvol.9 | SPACE ODD                                       | ライブ             | | 小川歩乃花復帰 |        |
| 6月25日  | ロフト無銭イベントの日 | 新宿LOFT                                        | ライブ             | ファンタジ まるさんかくしかく この星でいちばん カコステルフィ | |        |
| 6月30日  | アイドル Deluxe！Special vol.1 〜Order Doll × 81moment 東雲れいか生誕〜                                                            | 渋谷WOMB                                        | ライブ             | ハッピーエンド ワンダーランダー この星でいちばん ファンタジ | |        |
| 7月1日   | スパニコエモーションvol.2 | 代官山LOOP                                      | ライブ             | だっても カコステルフィ 未完成ファンファーレ ハッピーエンド | 主催 / だっても |        |
| 7月5日   | IDOL PUZZLE 1000 | 新宿RUIDO K4                                    | ライブ             | 未完成ファンファーレ ファンタジ ワンダーランダー この星でいちばん | ファンタジ |        |
| 7月8日   | IDOL CONTENT EXPO @ 新宿BLAZE Vol.64 ～超緊急！休日アイドル大集合!!!～                                                             | 新宿 Ruido K4                                   | ライブ             | | だっても |        |
| 7月8日   | アイドル Deluxe！Special vol.2 ~81moment 天王寺ハル生誕祭~                                                                         | 渋谷WOMB                                        | ライブ             | この星でいちばん まるさんかくしかく カコステルフィ ハッピーエンド | この星でいちばん |        |
| 7月8日   | めったにやんないよ日曜無銭 来るしか！！行く行く！vol.2                                                                             | COSMIC LAB                                      | ライブ             | | |        |
| 7月15日  | 丸谷あさひ生誕祭 丸谷フェスティバル2018                                                                                            | 渋谷チェルシーホテル                            | ライブ             | | |        |
| 7月16日  | 奇々怪々vol.38〜海の日SP〜 | 目黒鹿鳴館                                      | ライブ             | | 小川歩乃花欠席 / 3曲ダイジェスト                                                                                        |        |
| 7月21日  | スパニコカーニバルvol.15 | SHIBUYA REX                                     | ライブ             | だっても ファンタジ お願いエネミー ホロウ | |        |
| 7月21日  | スパニコエモーションvol.3 | SHIBUYA REX                                     | ライブ             | ホロウ ハッピーエンド まるさんかくしかく この星に生まれて | 主催 / ホロウ |        |
| 7月22日  | new encounters vol.105 | 渋谷Milkyway                                    | ライブ             | | Tシャツ |        |
| 7月22日  | new encounters vol.106 | 渋谷Milkyway                                    | ライブ             | 未完成ファンファーレ ファンタジ ハッピーエンド カコステルフィ | 甚平 / ダイジェスト |        |
| 7月25日  | cosmiclab idol Experiment live vol.32                                                                                              | COSMIC LAB                                      | ライブ             | カコステルフィ ファンタジ まるさんかくしかく ホロウ この星でいちばん | ホロウ |        |
| 7月29日  | 現体制ラスト単独公演 | 新宿RUIDO K4                                    | ライブ             | ホロウ ワンダーランダー 未完成ファンファーレ お願いエネミー カコステルフィ だっても ファンタジ まるさんかくしかく EN.この星でいちばん ハッピーエンド EN.2 だっても カコステルフィ                                                                        | 現体制ラスト単独 |        |
| 9月21日  | 采澤彩香生誕祭 | 渋谷club crawl                                  | ライブ             | この星でいちばん カコステルフィ（以下采澤彩香とのコラボ） ファンタジ | 「白浜さや（ex.エモップ）」としての出演                                                                                 |        |
| 10月31日 | フレオハロウィンカーニバル | 阿佐ヶ谷アニメストリート                        | ライブ             | 未完成ファンファーレ ファンタジ | 「白浜さや」としての出演                                                                                                |        |
| 12月10日 | スパニコカーニバルジョイ Vol.6 | 品川J-SQUARE                                    | ライブ             | 王子様はアイツじゃない（Moderato） この星でいちばん | 「キイローズ（白浜さや、壁谷茉莉衣、瀧沢乃々華、佐山すずか）」としての出演                                              |        |
| 12月24日 | 阿佐ヶ谷SENステージ | フレオクリスマスカーニバル 1部                  | ライブ トーク      | 赤鼻のトナカイ 王子様はアイツじゃない（Moderato） この星でいちばん | 「キイローズ（白浜さや、壁谷茉莉衣、瀧沢乃々華、佐山すずか）」としての出演 / サンタコス                                 |        |
| 12月24日 | 阿佐ヶ谷SENステージ | フレオクリスマスカーニバル 2部                  | ライブ トーク      | 未完成ファンファーレ ファンタジ カコステルフィ | 「白浜さや」としての出演 / サンタコス                                                                                   |        |

### 2019年
| 2019年  | 2019年                                            | 2019年                  | 2019年        | 2019年                                                                                 | 2019年                                          | 2019年 |
| 日付    | 公演・イベント名                                  | 会場                    | 形態          | セットリスト                                                                           | 備考                                            |        |
| ------- | ------------------------------------------------- | ----------------------- | ------------- | -------------------------------------------------------------------------------------- | ----------------------------------------------- | ------ |
| 1月5日  | 2019年あけおめプチカーニバル～さよならSENステージ | 阿佐ヶ谷SENステージ     | ライブ トーク | 王子様はアイツじゃない（Moderato） この星でいちばん                                    | 白浜さやは「キイローズ」としての出演 / 巫女コス |        |
| 1月14日 | 新春！フレオ大運動会                              | 秋葉原アーツ3331 体育館 | 運動会        |                                                                                        | 「白浜さや」として司会進行アシスト              |        |
| 2月14日 | スパニコカーニバルジョイ Vol.10                   | J-SQUARE SHINAGAWA      | ライブ        | 王子様はアイツじゃない（Moderato） いぬねこ。青春真っ盛り（わーすた） この星でいちばん | 白浜さやは「キイローズ」としての出演            |        |
| 9月28日 | 白浜さや生誕祭2019                                | 渋谷DESEO               | ライブ        | ワンダーランダー カコステルフィ 未完成ファンファーレ まるさんかくしかく                | 白浜さや、小川歩乃花、水島さくら / 初期衣装     |        |

## 書籍

### 雑誌
- 「Rocket vol.08」(2017.9.1)　ENDLESS SUMMER IDOL 夏に見たいアイドル エモクルスコップ[1]

## TV出演
- 「MUSIC B.B.」[24]#995（2018年4月23日～29日放送分）にて、3月27日に収録されたライブのダイジェストを放送[25]。

### twitter
- エモップ公式 (@emop_info) - X（旧Twitter）